# 바이킹 도검
바이킹 시대 도검 (혹은 바이킹 도검) 또는 카롤링거 도검은 중세 전기에 서유럽과 북유럽에서 만연했던 도검의 한 종류이다.
바이킹 시대 또는 카롤링거 시대 도검은 메로빙거 도검 (좀 더 정확히는, 6-7세기의 프랑크족이 만든 도검으로, 로마의 스파타에서 기원했다.)을 기원으로 8세기부터 만들어졌고 11-12세기 동안 로마네스크 시대의 기사검을 생기게 하였다.

## 용어

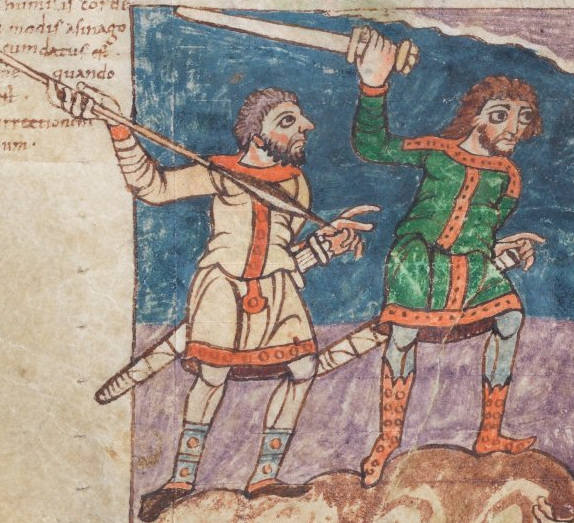
검으로 무장한 두 사내. 830년경으로 거슬러 올라가는 슈투트가르트 시편 (fol. 7v)의 삽화.

흔히들 "바이킹 도검"이라고 불리지만, 이 종류의 도검은 카롤링거 시대 동안 프랑크 제국에서 만들어졌다. 이 도검과 "바이킹"이라는 명칭의 연관성은 8세기에 기독교화된 프랑크의 무덤에서 이 부장품이 사라졌고, 이 시기 프랑크에서 만들어진 검날들이 수출 혹은 약탈이나 상납품으로서, 바이킹 시대 스칸디나비아의 기독교 이전 무덤에서 발견되는 한편, 유럽 대륙에서 발견된 것들은 강가에서 이따금식 발견된 것에 주로 한정한 것에서 기인하였다.
8-10세기의 도검들은 또한 "카롤링거 도검"이라고도 명명되며, 바이킹 시대 말기와 중세 성기의 시작 시기(10세기 말에서 12세기 초)의 도검들은 노르만 도검이나 기사검의 초기 발전 형태라는 분류로 합쳐졌다.

## 역사

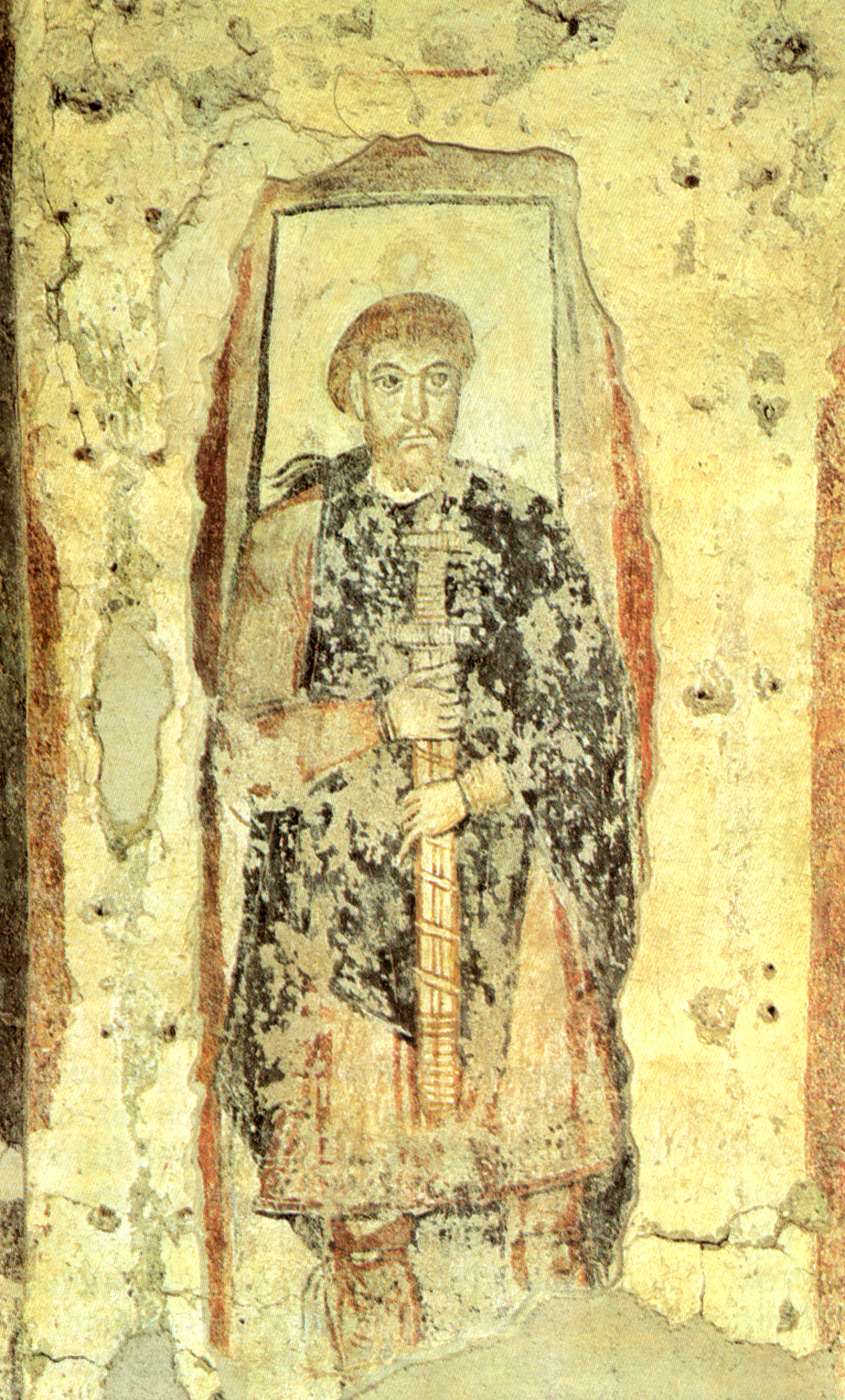
칼집에 채워진 카롤링거 도검 묘사 (남티롤 장트베네닉트 교회에 있는 9세기 초의 봉납 초상화).

샤를마뉴 집권기에, 칼집이 있는 검(스파타 혹은 롱소드)의 가치는 7 솔리디(총 대략 1,300 달러의 가치)(리부아리아법)였다. 도검은 메로빙거 시대만큼의 특정 계급에 속하는 것은 아니었지만, 여전히 상대적으로 값비싼 무기였고, 샤를마뉴의 법령집에서 군마를 구할 수 있고 유지할 수 있었던 기병들만이 검을 갖추도록 요구되었다. 레기노 연대기는 9세기 말경에 바이킹 도검이 기병들의 주요 무기로 여겨졌음을 나타낸다.
장크트갈렌 수도원의 작업소에 존재하는 emundatores vel politores 내용을 제외하면, 카롤링거 시대 검에 대한 참고 문헌들은 매우 적다. 한 명은 숫돌, 다른 한 명은 줄을 사용하여, 검을 날카롭게 하는 모습이 위트레흐트 시편 (fol. 35v)에서 나타나 있다.
바이킹 도검은 8세기 말에서 9세기 초 동안에 색스를 점차 대체해 나갔다. 부장품들이 8세기 프랑키아에서 더 이상 놓이지 않았기 때문에, 유럽 대륙의 발견물들은 대개 강바닥(강철이 보존되기 적합한 혐기성의 상태의 장소)의 이따금식 발견된 것들에 한정되었고, 카롤링거 도검의 가장 현존하는 예시들은 전통 신앙의 장례 풍습이 여전히 유효하던 북유럽 및 동유럽 문화권의 무덤에서 나온 것들이다.
접쇠는 고품집의 강철이 사용 가능하게 됨에 따라, 9세기에 사용되지 않게 되었다. 나아진 강철은 더 좁은 칼날의 생산을 가능하게 했으며, 9세기의 바이킹 도검은 8세기의 이전 것들보다 한층 뚜렷하게 날카로워졌고, 균형 중심도 자루쪽으로 이동시켰다. Coupland (1990)는 바이킹 도검은 빠르게 가격하는 게 가능했고, 반면 민족대이동기의 스파타는 방패나 갑옷에 손상을 주는 데 초점을 맞춰 묵직한 일격을 날리는 데 주로 사용되었기에, 바이킹 도검의 발전이 색스의 소멸을 가속화했다고 주장하였다. 향상된 구조는 조작성과 단일무기로서 유용함과 합쳐져, 색스가 불필요하게 했다.

## 문화
도검은 제작하기에 아주 비용이 많이 들었고, 고위 신분의 상징이었다. 검을 소유한다는 것은 높은 영예의 수단이었다. 고위 신분의 사람들은 은 장식과 상감으로 장식된 검들을 보유했을 것이다. 대부분의 바이킹 전사들은 한번의 원정으로 좋은 검날을 구하기에 충분했었기에, 검을 보유했을 것이다. 대부분의 자유민들은 검을 보유했고, 고디, 야를, 때로는 부유한 자유민들도 훨씬 화려하게 장식된 검을 지녔다. 가난한 농민들은 대신에 도끼나 창을 사용했지만, 두 차례의 원정 후에는 그들도 검을 살 만큼 충분했다. 락스탤라 사가에서 언급된 한 검은 왕관의 절반의 가치로, 젖소 16마리의 가치와 일치했을 것이다. 이런 무기를 제작하는 것은 고도로 전문화된 일이었고   많은 검날들이 라인란트 같은 외국에서 수입되었다. 도검들은 주조하는 데 한달이 걸릴 수 있었고 세대에서 세대로 전해지는 고가품이었다. 종종, 검이 오래될 수록, 그 검의 가치가 높게 평가받았다. 지역의 수공업자들은 자주 이들의 도검에 화려하게 장식된 검자루를 더하였고, 많은 도검들은 다리 물어뜯는 검 (Leg-biter), 황금 자루 (Gold-hilt) 등의 이름이 붙여졌다.
위에서 언급했듯이, 노르드 사회에서 도검은 높은 가치를 지녔기에 좋은 검날은 다음 전사 세대에서 소중하게 여겨졌다. 심지어는 바이킹 매장지에서 검을 구부려트려 사용을 못하게 하는 것을 포함한, 고의적이고 아마 의식적인 검을 "죽이기"에 대한 증거물도 존재했다. 바이킹들은 자주 자신들의 무기와 함께 매장되었기 때문에, 검 "죽이기"는 두 가지 역할을 했었을 것이다. 전사와 함께 무기를 폐기하는 것에서 의식적 기능과, 무덤에서 값비싼 무기를 얻기 위해 무덤을 어지럽히는 도굴꾼들을 막는 실용적 기능이었다. 실제로, 금속 검의 구부러지고 부서지기 쉬운 파편들이라는 고고학적 발견물들은 바이킹들이 무기와 함께 정기적으로 매장되는 것과 더불어 검 "죽이기"라는 습관을 증명한다. 바이킹 도검은 바이킹들에게만 한정된 것이 아니라, 유럽 전역에서 사용되었다.

## 자루
프랑크 도검은 3-5개의 연속된 둥근 돌출부 모양을 한 자루끝이 종종 있었다. 이러한 특징은 8세기 이전에는 없었던 프랑크 고유의 양식이고, 이러한 방식은 슈투르가르트 시편, 위트레흐트 시편, 로타르 복음서, 베른의 영혼전쟁 필사본 등과 더불어 남티롤의 말스의 교회당에 있는 벽면 프레스코화 같은 당대 회화에 나타나있다. 마찬가지로, 대표적으로 울프베르트 도검 등, 검날에 명각을 상감하는 방식도 샤를마뉴 재위 때로 거슬러 올라가는 프랑크의 고안 방식이며, 이 방식은 중세 성기에도 지속되어 12세기에 그 인기가 절정에 이르렀다. 검날 명각이 바이킹 시대 이후에 더욱 흔해진 것에 비하여, 메로빙거 도검에서 그 방식을 물려받아 8-9세기에 널리 퍼진, 귀금속으로 칼자루를 장식하는 방식은 10세기 이후로 사장되었다. 구조적으로 "바이킹 도검" 형태로 받아들여지지만, 10세기 이후로 신성 로마 제국에서 만들어진, 대부분의 도검들은 평평한 강철 자루가 있다.

## 교역
864년에 카롤루스 2세 칼부스는 바이킹들에게 무기를 팔면 사형에 처하게 하는등, 카롤링거 제국의 왕들이 자신들의 잠재적 적국들에 무기류 수출을 막고자 했음에도, 스칸디나비아 전역과 볼가 불가리아만큼 멀리 동쪽 지역에서 프랑크 도검들의 분포는 프랑크 무기 수출의 상당한 지위를 증명한다. 10세기의 이븐 파들란은 볼가 바이킹들이 프랑크 도검을 휴대했다고 명백히 언급했다.
869년에 카마르그를 습격한 사라센들은 아를의 롤랑 대주교에게 몸값으로 검 150 자루를 요구했었다.

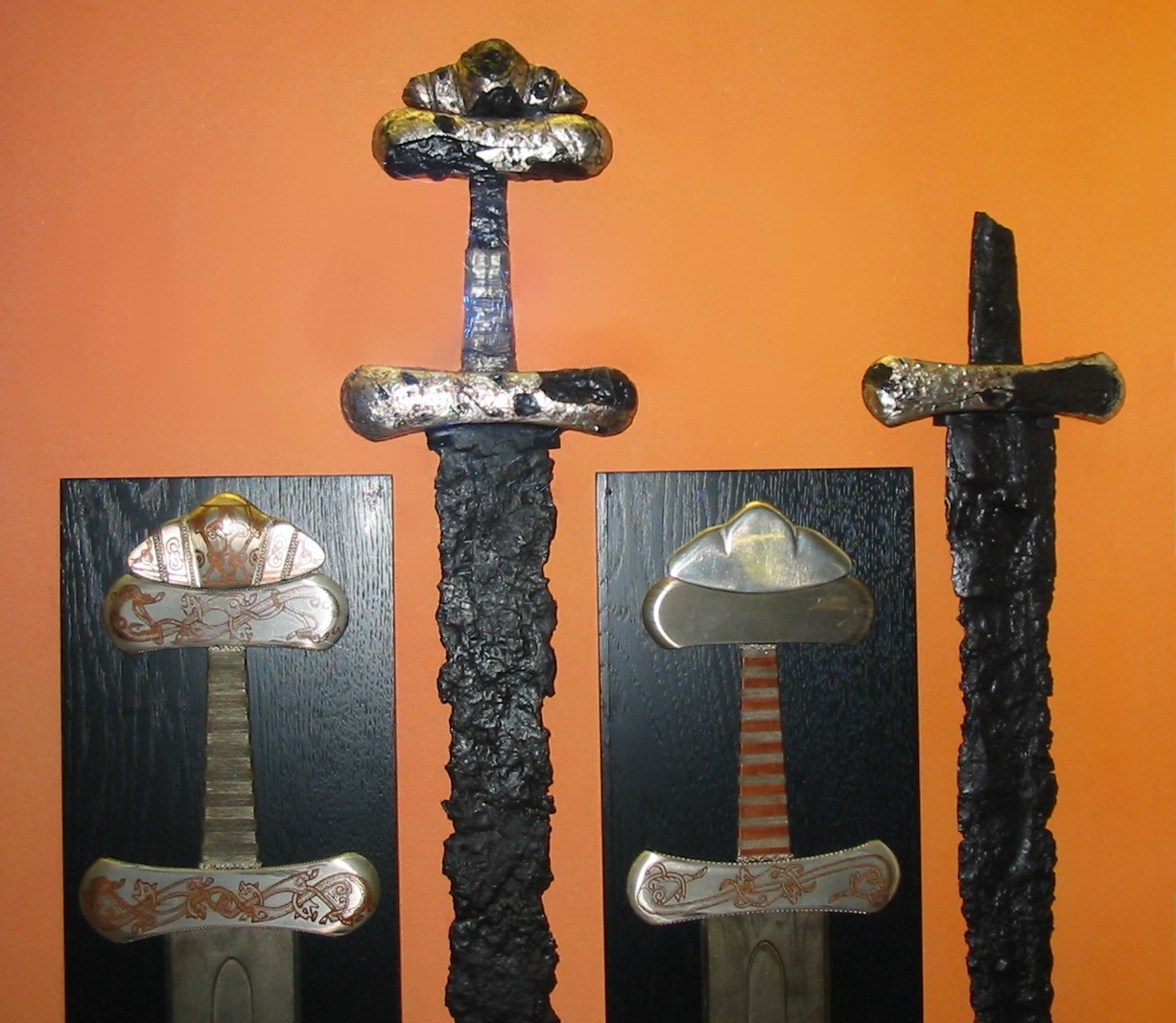
바이킹 도검

외국에서 만들어진 것, 특히나 프랑크에서 만들어진, 무기와 갑주는 노르드 사회에서 중대한 역할을 했다. 노르드인들은 프랑크 무기와 갑주를 교역(노르드 사회에서 선물을 주는 행위의 연장)을 통해서나 약탈물로서 구했다. 따라서 개인이 이러한 장비들을 보유하고 보여주는 것은 사회 계층에서 자신의 신분과 자신들이 지닌 정치적 충성을 나타냈을 것이다. 프랑크족과 앵글로색슨족 간의 무기 교환의 예시는 샤를마뉴가 앵글로색슨족의 왕 머시아의 오파와 무기를 교환했을 때인 795년에 일어났다.
바이킹 시대 동안 외국의 무기와 갑주에 대한 스칸디나비아인들의 선호는 현저하게 실용적인 측면을 지녔었다. 노르드의 무기 디자인은 구식이었고 스칸디나비아의 철광석은 품질이 떨어졌었다. 중요한 바이킹의 무기들의 대다수가 금과 은으로 사치스럽게 장식되어 있다. 무기들은 대게 종교적 및 사회적인 측면으로서 꾸며졌다. 이러한 귀금속들은 스칸디나비아에서 생산되지 않았고 수입되었을 것이다. 한때 스칸디나비아에서, 이 귀금속들은 칼자루 끝과 기하학적인 무늬들, 동물 및 (이후에) 기독교 상징들의 묘사가 새겨진 검날에 상감되었을 것이다.
9세기 중반 동안에, 스칸디나비아로 고품질의 무기 유입이 있었고, 프랑크 무기들은 모든 바이킹들의 표준이 되었다. 아흐마드 이븐 파들란이 자신의 러시아 지역 탐방기에서 논평했듯이, 모든 바이킹들은 "프랑크 방식의 검"을 휴대했다. 프랑크인들은 자신들이 결국엔 완전히 무장한 적들을 마주할 것이라는 우려로, 프랑키아에서 생산된 무기와 갑주들에 대한 바이킹의 사용을 제한하고자 했다. 811년의 Bononiense 법령집 10장에서 어떤 성직자든 비프랑크인에게 무기와 갑주를 공급하는 것이 금지되었다. 이와 같은 법령들이 프랑키아 전역에서 실시되었다. 궁극적으로, 864년에, 서프랑크 왕국의 카롤루스 2세 칼부스는 사형에 처할 수 있는 법을 만들었다. 몇몇 학자들은 이런 법령들이 프랑크 무기의 흐름을 막는 데 너무 효과적이어서 바이킹들이 악명이 생기게 된 약탈 행위를 초래했다고도 주장한다.

## 칼집
카롤링거 시대 칼집은 목재와 가죽으로 만들어졌다. 카롤링거 칼집의 장식들은 몇몇 필사본들(슈투트가르트 시편, 위트레흐트 시편, 비비앙 성경)에서 묘사된바 있다. 다수의 세밀화들 역시도 검대 방식으로 검을 매다는 방법을 나타내기도 했다. 칼집과 검대 그 자체는 대부분이 거의 보존되지는 않지만, 금속 부분은 스칸디나비아의 은 저장물에서와 크로아티아 무덤들에서 발견되었다. 완전한 갖춤은 두 개에서 세 개의 타원형 혹은 반타원형의 판대, 넓은 스트랩엔드 (strap-end) 한 개, 벨트 버틀과 트레포일 판대 각 한 개씩을 포함한 것으로 보인다. 검대에 있는 앞서 언급한 것들의 배치는 Menghin (1973)가 재현하였다.

## 유형학

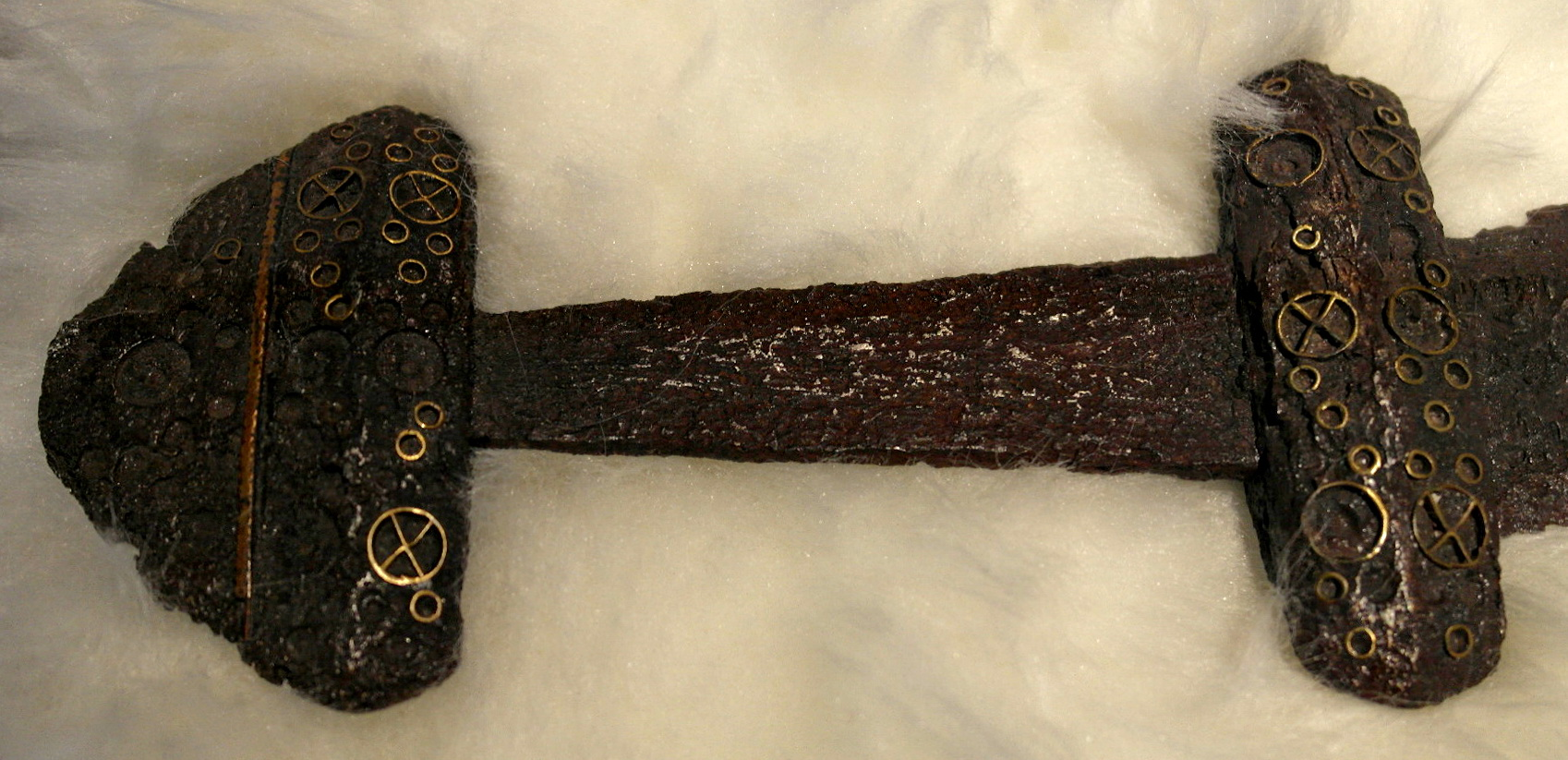
금으로 된 "바퀴" 장식들이 되어 있는 Type B 검자루이며, 대략 750–850년의 것으로 거슬러 올라가고, 덴보스 인근 뫼즈강에서 발견됐다 (레이던 네덜란드 국립 고미술품 박물관 소장).

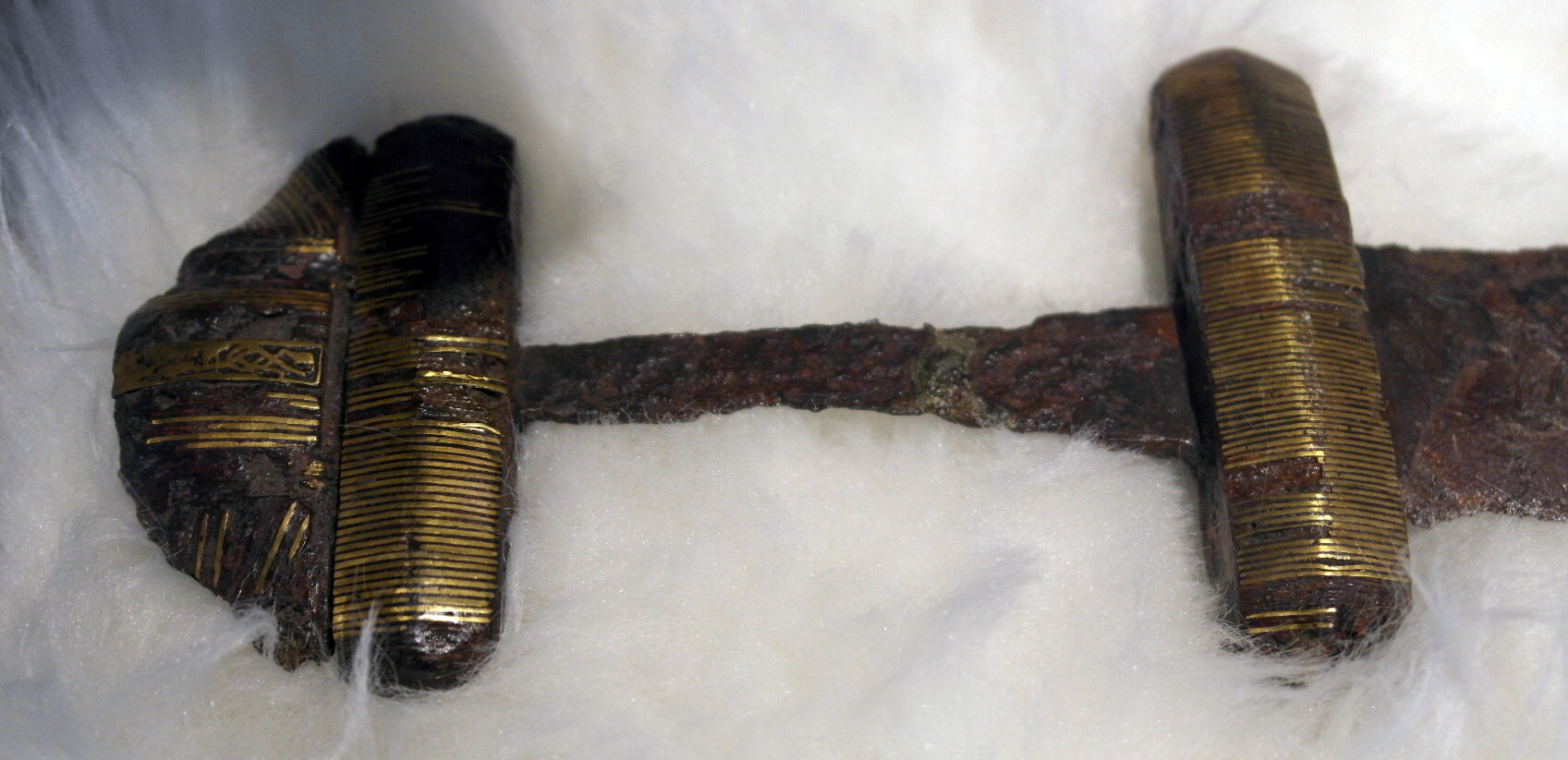
글실로 된 장식이 있는 Type D의 검자루이며, 대략 750–850년 사이의 것으로 거슬러 올라가고, 네덜란드 알뷔르흐 인근 뫼즈강에서 발견됐다 (레이던 네덜란드 국립 고미술품 박물관 소장)

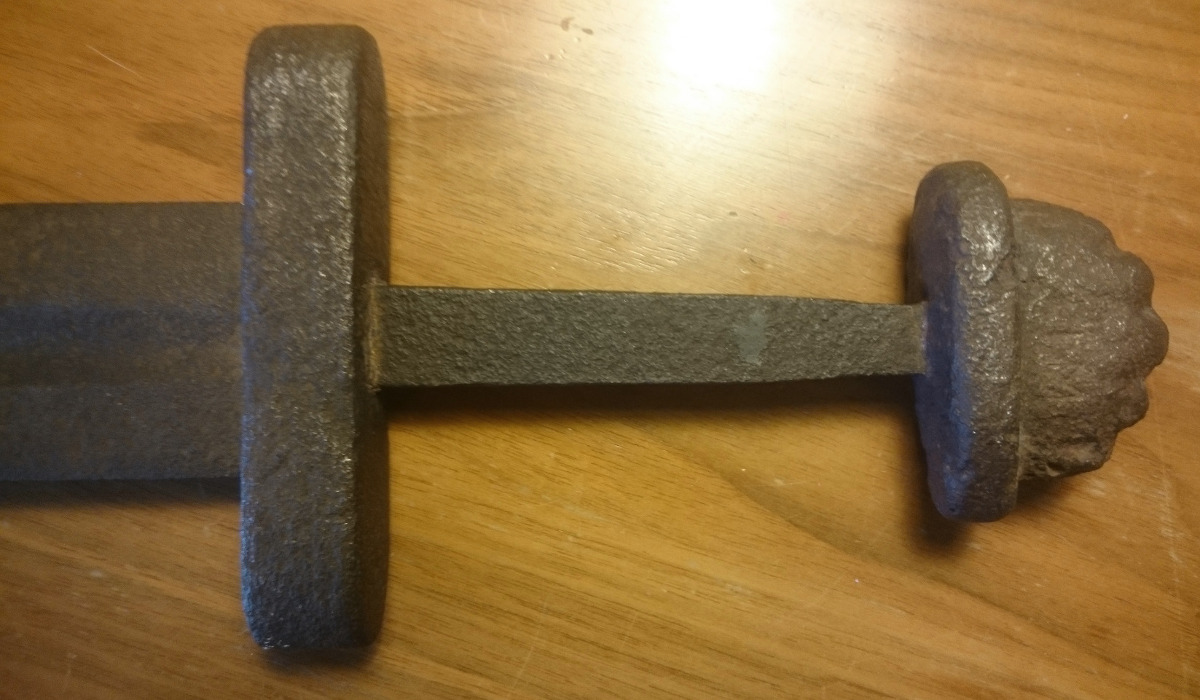
얇게 된 것이 특징인 자루 끝이 있는, 10세기경의 프랑크 도검의 자루.

이 주제에 대한 중요한 연구는 얀 페테르센에서 기인하였다.
페테르센(1919): 바이킹 도검을 분류하고 시기를 추정하는 데 유럽에서 여전히 널리 사용되는, 26종류의 최초의 검자루 유형학을 고안해냈다. 노르웨이에서 발견된 대략 1,700개의 바이킹 도검을 기반으로 한 이 유형학은 여전히 많이 사용된다. 페테르센의 유형들은 A에서 Z의 대문자로 인식된다. 페테르센은 노르웨이에서 발견된 총 110개의 표본을 표로 만들었다. 이 중에서, 40개는 양날이고, 67는 날이 하나이며, 3개는 식별 불능이었다.
R. E. M. 휠러 (1927): 검날과 함께 페테르센의 검자루 유형학을 혼합하고, 영국에서 발견된 것들을 기반으로 하여, I에서 IX까지 분류된 9가지 유형이라는, 단순화한 검자루의 유형학을 만들어냈다.
Oakeshott (1960): 휠러 유형학애 두 가지 유형을 더 했고, 바이킹 시대와 중세 후기 검 간의 간격을 연결했다.

Geibig (1991): 검날 유형학 (types 1–14)과 자루 끝 모양의 유형학 (아류형과 함께, types 1–17) 들을 근거로 한 추가적인 유형학을 도입했고, 동프랑크 왕국의 경계에서 발견된 8-12세기의 도검("바이킹" 도검과 "기사" 도검 간의 임시적인 유형을 포함시키며)에 초점을 맞췄다.
Oakeshott (1991): 바이킹 시대 이후의 도검들을 주로 다뤘다. 그는 바이킹 시대의 모든 도검들을 그의 type X로 분류했다.
Jakobsson (1992): 유럽 전역에 걸친 페테르센의 검자루 양식의 분포를 표시해낸 다수의 지도들을 최근에 발표했다. Jokobsson의 결과물은 Ian Peirce의 'Swords from the Viking Age'에서 논의되었다
Peirce (2002): Oakeshott는 유형학에 대한 개요와, 상감되어 있는 검날의 해설을 제공했다. Jones 또한 검자루와 검날 분류에 대한 개요를 전했으며, Jakobsson의 논문과 Geibig의 논문의 요약을 전하고, 갱신된 유형학 시기 범위 분포도를 제공했다. Peirce는 85개의 거의 완성하거나 완전한 검들을 상세히 설명하고 페테르센의 예시들과 비교한, 예시들의 카탈로그를 제공했다.

## 야금학
중세 초기와 성기 사이의 유럽 도검의 발전에서 중요한 측면은 고품질의 강철의 가능성이었다. 민족대이동기뿐만 아니라 중세 초기의 도검들의 검날은 "인위적인 다마스쿠스" 강이라고도 알려진, 접쇠 기술 방식으로 주로 만들어졌다. 검날 전체를 만들 수 있을 만큼 넓은, 고품질의 강철에 대한 연철로가 이 당시 유럽에선 거의 가능하지 않았고, 8세기경부터 도가니강 산업이 이뤄지기 시작했던, 중앙아시아를 통한 수입품들이었다. 서기 1000년 이후로 만들어진 고품질의 검들은 점차 도가니강으로 된 검날을 지녔을 것이다. 울프베르트 도검류는 넓은 범위의 강철과 생산 방식을 포함한다. 모라비아 네밀라니 (Nemilany)에 있는 10세기의 무덤에서 나온 한 표본은 강화된 칼날 부분이 합쳐진, 접쇠 코어 (pattern-welded core)를 지녔다. 또다른 표본은 아마 중앙아시아에서 수입한 고품질의 아공석강으로 만들어진 것으로 보인다.

## 대표적인 표본

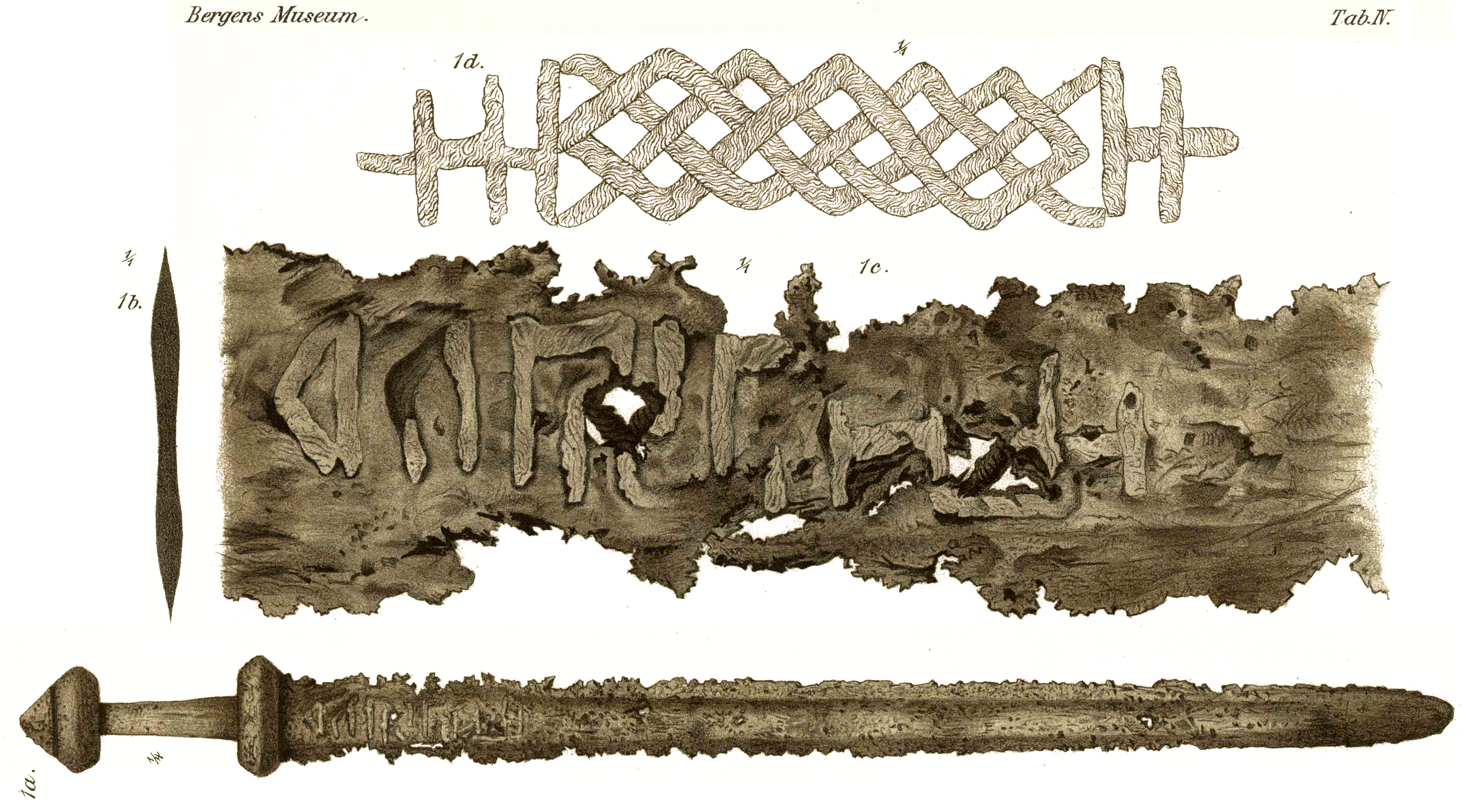
새뵈 도검과 새뵈 도검의 명각에 대한 페테르센의 삽화 (1919).

- 새뵈 도검: 노르웨이 송 지역, 새뵈의 한 산에서 1825년에 발견된 9세기의 C 유형의 도검. 이 도검은 조지 스티븐스가 룬 문자로 해석한 (1867), 검의 명각으로 유명하며, 이는 아주 예외적인 것일 것이다. 바이킹 시대의 검자루가 가끔식 룬 문자가 새겨지기는 했지만, 상감된 검날 명각들은 언제나 라틴 알파벳이었다.
- 바이킹 시대의 현존하는 가장 무겁고 긴 도검 중 하나는 9세기의 것으로 거슬러 올라가며, 플로에서 발견됐으며, 현재 오슬로 문화사 박물관에서 보관 중이고, 총 길이 102.4 cm에 무게는 1.9 kg이다.[2]
- 성 이슈트반의 검: 맘멘 양식 장식물이 새겨진, 바다코끼리 이빨로 만들어진 검자루가 있는 10세기의 페테르센 타입 T의 검. 프라하 성비투스 대성당의 보물에서 헝가리의 왕 성 이슈트반의 대관식 검으로 나타난다.[45]
- 링컨 도검 (위덤강 도검): 페테르센 type L의 변형형 (Evison의 "Wallingford Bridge" 유형)으로 분류되는 독일/오토 제작품의 검날과 앵글로색슨 장인들이 더한 검자루가 있는, 10세기의 것으로 추정하는 검은 1848년에 링컨의 수도원 건너편에 있는 위덤강에서 발견됐다.[46] Peirce (1990)는 "숨을 멎게 한다", "현존하는 가장 뛰어난 바이킹 도검 중 하나"라며 이 검에 대해 특별한 언급을 했다.[47] 링컨 도검은 Leutfrit (+ LEUTFRIT)라는 검날 명각이 새겨져 있는 것으로 알려진 두 검 중 하나로 유명하며, 나머지 다른 하나는 타타르스탄 (그 당시에는 볼가 불가리아이며, 현재  카잔의 역사 박물관에서 소장 중이다)에서 발견된 것이다. 검날 반대편에는, 이중으로 된 소용돌이 무늬가 새겨져 있다.[48]
- 에센 도검: 에센 수도원에서 보관된 10세기의 도검으로, 10세기 말에 금박으로 장식되었다.
- 카우드 도검, 밀접한 관계인 Korsoygaden 도검: 중세 성기 유형에서 파생되어, "바이킹 시대 도검"을 묘사한다는 측면에서 이 도검들을 주목할 만하다. 두 도검은 깔끔하게 "바이킹 도검" 유형학에 들어맞으나, Oakeshott (1991)는 이 도검들을 12세기의 것에서 파생된 것으로 여겼다.[49]

## 같이 보기
- 민족대이동기 도검
- 바이킹 시대 무기와 갑주
- 울프베르트 도검
- 잉겔리 도검